# Marco Palestra
Marco Palestra (Buccinasco, 3 marzo 2005) è un calciatore italiano, difensore o centrocampista dell'Atalanta e della nazionale Under-21 italiana.

## Carriera

### Club

#### Atalanta
Inizia a muovere i suoi primi passi nel mondo del calcio nell'Assago, passa all'età di 9 anni all'Accademia Internazionale dove resta solo per un anno prima di venir passare nelle giovanili dell'Atalanta. Viene convocato per la prima volta in occasione della sfida contro la Juventus del 7 maggio 2023, dove però non scende in campo. Con la neonata Atalanta U23, anche Palestra entra a far parte della nuova squadra con la quale debutta tra i professionisti il 3 settembre 2023 nella gara di Serie C persa per 3-2 contro la Virtus Verona, dove viene però espulso. Il 4 ottobre successivo, esordisce anche in Coppa Italia Serie C nella sconfitta del primo turno ai rigori contro il Lumezzane. Tre giorni più tardi, segna la sua prima rete da professionista nel pareggio casalingo per 1-1 contro l'AlbinoLeffe. Continua comunque ad allenarsi con la prima squadra, tanto da valergli la convocazione per la sfida valida per l'ultima giornata della fase a gironi di Europa League contro il Raków Częstochowa; proprio contro i polacchi, il 14 ottobre 2023, fa il suo debutto con la prima squadra subentrando al minuto 84' ad Emil Holm nella gara poi vinta per 4-0, in quella che a posteriori si rivela essere anche la sua unica presenza stagionale in prima squadra. Conclude la sua prima stagione con la squadra Under-23 con 41 presenze e 3 reti, mentre il 22 maggio 2024, seppur non convocato per la finale, vince l'Europa League grazie alla vittoria in finale per 3-0 contro il Bayer Leverkusen.
Dalla stagione successiva passa in pianta stabile in prima squadra, subentrando ad Isak Hien il 14 agosto 2024 nella Supercoppa UEFA persa per 2-0 contro il Real Madrid. Cinque giorni più tardi, esordisce invece in Serie A nei minuti di recupero della prima gara di campionato vinta 4-0 contro il Lecce, subentrando a Marco Brescianini. Nel prosieguo della stagione viene aggregato stabilmente alla prima squadra, con cui gioca altri spezzoni di partita in Serie A (ed anche una presenza in Supercoppa Italiana), mentre il 21 gennaio 2025 debutta da titolare in Champions League nel ruolo di terzino destro nella vittoria interna contro lo Sturm Graz (5-0), venendo sostituito da Cuadrado ad inizio ripresa.

### Nazionale
Viene convocato nel settembre e nel novembre del 2022 con la nazionale Under-18, con la quale disputa quattro partite contro Serbia e Francia.
Nell'ottobre del 2023 viene convocato per la prima volta dall'Under-19, con la quale debutta l'11 ottobre 2023 nella sfida amichevole persa per 5-4 contro la Serbia. Segna la sua unica rete nella sua nona ed ultima presenza con questa rappresentativa, nella vittoria per 5-0 contro la Georgia, dove fornisce anche un assist nella gara valida per le qualificazioni all'Europeo di categoria.
Il 5 settembre 2024 esordisce con la nazionale Under-20, nella vittoria per 2-1 contro la Rep. Ceca. Il 19 novembre seguente, invece, esordisce con la nazionale Under-21 guidata da Carmine Nunziata, partendo da titolare nella partita amichevole contro l'Ucraina, pareggiata per 2-2.

## Statistiche

### Presenze e reti nei club
Statistiche aggiornate al 25 maggio 2025.
| Stagione        | Squadra         | Campionato      | Campionato | Campionato | Coppe nazionali | Coppe nazionali | Coppe nazionali | Coppe continentali | Coppe continentali | Coppe continentali | Altre coppe | Altre coppe | Altre coppe | Totale | Totale |
| Stagione        | Squadra         | Comp            | Pres       | Reti       | Comp            | Pres            | Reti            | Comp               | Pres               | Reti               | Comp        | Pres        | Reti        | Pres   | Reti   |
| --------------- | --------------- | --------------- | ---------- | ---------- | --------------- | --------------- | --------------- | ------------------ | ------------------ | ------------------ | ----------- | ----------- | ----------- | ------ | ------ |
| 2023-2024       | Atalanta U23    | C               | 36+4       | 3          | CI-C            | 1               | 0               | -                  | -                  | -                  | -           | -           | -           | 41     | 3      |
| 2023-2024       | Atalanta        | A               | 0          | 0          | CI              | 0               | 0               | UEL                | 1                  | 0                  | -           | -           | -           | 1      | 0      |
| 2024-2025       | Atalanta        | A               | 9          | 0          | CI              | 1               | 0               | UCL                | 3                  | 0                  | SI+SU       | 1+1         | 0           | 15     | 0      |
| 2025-2026       | Atalanta        | A               | -          | -          | CI              | -               | -               | UCL                | -                  | -                  | -           | -           | -           | -      | -      |
| Totale Atalanta | Totale Atalanta | Totale Atalanta | 9          | 0          |                 | 1               | 0               |                    | 4                  | 0                  |             | 2           | 0           | 16     | 0      |
| Totale carriera | Totale carriera | Totale carriera | 49         | 3          |                 | 2               | 0               |                    | 4                  | 0                  |             | 2           | 0           | 57     | 3      |

### Cronologia presenze e reti in nazionale
| Cronologia completa delle presenze e delle reti in nazionale ― Italia under 21 | Cronologia completa delle presenze e delle reti in nazionale ― Italia under 21 | Cronologia completa delle presenze e delle reti in nazionale ― Italia under 21 | Cronologia completa delle presenze e delle reti in nazionale ― Italia under 21 | Cronologia completa delle presenze e delle reti in nazionale ― Italia under 21 | Cronologia completa delle presenze e delle reti in nazionale ― Italia under 21 | Cronologia completa delle presenze e delle reti in nazionale ― Italia under 21 | Cronologia completa delle presenze e delle reti in nazionale ― Italia under 21 |
| Data                                                                           | Città                                                                          | In casa                                                                        | Risultato                                                                      | Ospiti                                                                         | Competizione                                                                   | Reti                                                                           | Note                                                                           |
| ------------------------------------------------------------------------------ | ------------------------------------------------------------------------------ | ------------------------------------------------------------------------------ | ------------------------------------------------------------------------------ | ------------------------------------------------------------------------------ | ------------------------------------------------------------------------------ | ------------------------------------------------------------------------------ | ------------------------------------------------------------------------------ |
| 19-11-2024                                                                     | La Spezia                                                                      | Italia under 21                                                                | 2 – 2                                                                          | Ucraina under 21                                                               | Amichevole                                                                     | -                                                                              |                                                                                |
| 21-3-2025                                                                      | Venezia                                                                        | Italia under 21                                                                | 1 – 2                                                                          | Paesi Bassi under 21                                                           | Amichevole                                                                     | -                                                                              |                                                                                |
| 24-3-2025                                                                      | Cittadella                                                                     | Italia under 21                                                                | 1 – 1                                                                          | Danimarca under 21                                                             | Amichevole                                                                     | -                                                                              | 71’                                                                            |
| Totale                                                                         |                                                                                | Presenze                                                                       | 3                                                                              |                                                                                | Reti                                                                           | 0                                                                              |                                                                                |

| Cronologia completa delle presenze e delle reti in nazionale ― Italia under 20 | Cronologia completa delle presenze e delle reti in nazionale ― Italia under 20 | Cronologia completa delle presenze e delle reti in nazionale ― Italia under 20 | Cronologia completa delle presenze e delle reti in nazionale ― Italia under 20 | Cronologia completa delle presenze e delle reti in nazionale ― Italia under 20 | Cronologia completa delle presenze e delle reti in nazionale ― Italia under 20 | Cronologia completa delle presenze e delle reti in nazionale ― Italia under 20 | Cronologia completa delle presenze e delle reti in nazionale ― Italia under 20 |
| Data                                                                           | Città                                                                          | In casa                                                                        | Risultato                                                                      | Ospiti                                                                         | Competizione                                                                   | Reti                                                                           | Note                                                                           |
| ------------------------------------------------------------------------------ | ------------------------------------------------------------------------------ | ------------------------------------------------------------------------------ | ------------------------------------------------------------------------------ | ------------------------------------------------------------------------------ | ------------------------------------------------------------------------------ | ------------------------------------------------------------------------------ | ------------------------------------------------------------------------------ |
| 5-9-2024                                                                       | Znojmo                                                                         | Rep. Ceca under 20                                                             | 1 – 2                                                                          | Italia under 20                                                                | Elite League Under-20                                                          | -                                                                              | 82’                                                                            |
| 10-9-2024                                                                      | Rieti                                                                          | Italia under 20                                                                | 0 – 3                                                                          | Germania under 20                                                              | Elite League Under-20                                                          | -                                                                              | 89’                                                                            |
| Totale                                                                         |                                                                                | Presenze                                                                       | 2                                                                              |                                                                                | Reti                                                                           | 0                                                                              |                                                                                |

## Palmarès

### Club

#### Competizioni internazionali
- UEFA Europa League: 1

Atalanta: 2023-2024